# Josh Duhamel
Joshua David Duhamel (Minot (North Dakota), 14 november 1972) is een Amerikaans acteur. Hij won in 2002 een Daytime Emmy Award voor zijn rol in de soapserie All My Children.

## Biografie

### Jeugd
Duhamel is de zoon van Larry David Duhamel en Bonny Duhamel. Zijn ouders zijn gescheiden tijdens zijn jeugd. Hij groeide op met zijn moeder en drie zussen, Ashley, Cassidy en Mckenzie. Duhamel ging naar de Minot State-universiteit, waar hij een Bachelor of Science in biologie behaalde en in het American footballteam speelde als quarterback.

### Carrière
Nadat Duhamel verhuisde naar Californië, ging hij werken als model voor modetijdschriften. Daarmee werd hij in 1997 'Model van het Jaar'. In 2002 had Duhamel zijn eerste filmrol, namelijk de hoofdrol in de boekverfilming The Picture of Dorian Gray. Zijn rol als Leo du Pres in ABC's soap All My Children zat er toen net op (1999-2002). Duhamel verdiende daarmee vier nominaties voor een Emmy Award, waarvan hij er één verzilverde. In 2003 kreeg Duhamel een vaste rol als Danny McCoy in de televisieserie Las Vegas. In deze gedaante verscheen hij tevens drie keer met gastoptredens in de serie Crossing Jordan. Josh Duhamel presenteerde de Kids' Choice Awards 2013. In 2015 speelde hij de hoofdrol in de politieserie Battle Creek, dat echter maar één seizoen liep.

### Privé
Josh Duhamel was van 2009 tot 2017 getrouwd met de Amerikaanse zangeres Fergie. In 2013 kreeg het koppel een zoon.